# یرنا
یرنا (به اسپانیایی: Llerena, Badajoz) یک شهرستان در اسپانیا است که در استان باداخس واقع شده‌است.

## خصوصیات
یرنا ۱۶۳ کیلومترمربع مساحت و ۵٬۹۸۲ نفر جمعیت دارد و ۶۴۱ متر بالاتر از سطح دریا واقع شده‌است.